# Проституция в Сальвадоре
Проституция в Сальвадоре не запрещена национальным законодательством, но может быть запрещена постановлениями местных муниципалитетов. Муниципальные постановления могут также запрещать покупку сексуальных услуг. Связанные с этим действия, такие как содействие, поощрение или стимулирование человека к работе проституцией (сутенёрство), являются незаконными. Детская проституция также незаконна, однако владение публичным домом является законным. Специальных законов против торговли людьми нет, но любое уголовное преступление, связанное с «торговлей женщинами или детьми», влечет увеличение срока наказания на 30%.
Те муниципалитеты, которые не запрещают секс-бизнес, часто создают зоны для секс-работников вдали от школ и церквей. В районе Сан-Эстебан в Сан-Сальвадоре 17 публичных домов были принудительно закрыты в августе 1998 г. за то, что они находились слишком близко к школам и церквям.
Проституция широко распространена в стране, особенно в районе «Parque Infantil» в столице Сан-Сальвадоре. После гражданской войны из-за необходимости увеличения военного присутствия в Сан-Сальвадоре число проституток удвоилось и достигло 19 000.
По оценкам ЮНЭЙДС, в 2016 году в стране было 20 385 секс-работников.

## ВИЧ
ВИЧ или СПИД в Сальвадоре заражено менее 1% взрослого населения, поэтому это страна с низким уровнем распространенности ВИЧ, но сам вирус остается значительной угрозой для сообществ высокого риска, включая коммерческий секс и рабочих. Хотя распространенность среди секс-работников составляет 2,8%, в некоторых районах она достигает 16%, таких как Пуэрто-де-Акахутла.
По оценкам в 2008 году 90% секс-работников не использовали презервативы с постоянными партнерами. По оценкам ЮНЭЙДС, в 2016 году 73% секс-работников использовали презервативы. Эти проблемы усугубляются S&D по отношению к ВИЧ-инфицированным людям и группам риска, что может удерживать людей от прохождения тестирования и получения адекватной поддержки, если у них есть заболевание.
Организации поддержки секс-работников, такие как Organización de Trabajadoras del Sexo и Asociación Mujeres Flor de Piedra, проводят кампании по профилактике ВИЧ и раздают презервативы. Они также оказывают поддержку секс-работникам, инфицированным вирусом.

## Детская проституция
Детская проституция — это проблема. Исследование, проведенное НПО в 1998 году, показало, что по крайней мере 44% из примерно 1300 проституток в 3 основных кварталах красных фонарей Сан-Сальвадора были в возрасте от 13 до 18 лет. Согласно исследованию ЮНИСЕФ, опубликованному в 2000 году, среди всех проституток страны от 10 до 25% видимых проституток — несовершеннолетние, и, по оценкам, 40% скрытых проституток, обслуживающих клиентов из высших слоев общества, являются несовершеннолетними.

## Торговля людьми
Сальвадор является страной происхождения, транзита и назначения для женщин, мужчин и детей, ставших жертвами торговли людьми в целях сексуальной эксплуатации.  Особому риску подвергаются представители ЛГБТ, особенно трансгендеры. Некоторые мужчины, женщины и дети из соседних стран, особенно Никарагуа, Гватемалы и Гондураса, становятся жертвами торговли людьми в целях сексуальной эксплуатации. Торговцы людьми используют агентства по трудоустройству и социальные сети, чтобы заманить жертв обещаниями прибыльной работы. Одна организация отметила, что торговцы людьми все чаще нацеливаются на людей в регионах страны с высоким уровнем насилия и принуждают жертв и их семьи с помощью угроз насилия. Сальвадорские мужчины, женщины и дети подвергаются сексуальной торговле в Гватемале, Мексике, Белизе и США.
СМИ и государственные чиновники сообщают, что организованные преступные группы, включая транснациональные преступные организации, причастны к преступлениям, связанным с торговлей людьми. Некоторые сальвадорцы, которые нерегулярно мигрируют в США, становятся жертвами торговли людьми в целях сексуальной эксплуатации по пути в страну или по прибытии в страну. Некоторые мигранты из Латинской Америки проходят транзитом через Сальвадор в Гватемалу и Северную Америку, где их эксплуатируют в целях сексуальной эксплуатации. Коррупция, особенно в судебной системе, оставалась серьёзным препятствием для усилий правоохранительных органов. В 2014 году средства массовой информации сообщили, что несколько государственных чиновников, в том числе законодатели, представители политических партий и мэр, приобрели у жертв торговли людьми услуги коммерческого секса. Тюремные охранники и должностные лица юстиции были расследованы на предмет соучастия в торговле людьми.
Управление Государственного департамента США по мониторингу и борьбе с торговлей людьми относит Сальвадор к стране второго уровня.